# Тодзян
Тодзян (на китайски: 沱江; на пинин: Túo jiāng) е река в Централен Китай, в провинция Съчуан, ляв приток на Яндзъ. С дължина 655 km и площ на водосборния басейн 27 500 km² река Тодзян води началото си на 4169 m н.в. под името Байлянчи от хребета Чапиншан (крайна източна част на Сино-Тибетските планини). В най-горното си течение тече в дълбоко дефиле, на много места имащо характер на каньон, с множество бързеи и прагове. При излизането си от планините се нарича Шатиндзян, а след устието на левия си приток Бейхъ – Тодзян. По цялото си протежение след изхода от планините тече в посока юг-югоизток през Съчуанската котловина в широка и плитка долина. Влива се отляво в река Яндзъ на 220 m н.в. в цетъра на град Луджоу. Основни притоци: леви – Бейхъ, Дзяншуйхъ; десни – Бихъ, Янхуахъ, Малюхъ, Фуцихъ. Има ясно изразено лятно пълноводие в резултат от мусонните дъждове през сезона и зимно маловодие. По време на пълноводието нивото ѝ се повишава до 20 m. Средният годишен отток в долното течение на реката е 450 m³/s. Водите ѝ широко се използват за напояване, а долината ѝ е гъсто населена, като най-големите селища са градовете Нейдзян, Фушун, а в устието – Луджоу.